# 1880 en Lorraine
Chronologie de la Lorraine
- 1876
- 1877
- 1878
- 1879
- 1880
- 1881
- 1882
- 1883
- 1884

Cette page est une liste d'événements qui se sont produits durant l'année 1880 en Lorraine.

## Éléments de contexte
- Du 27 novembre 1879 au 8 février 1880, ce sont 74 jours successifs de gel; l'hiver 1879-1880 est particulièrement rude et néfaste pour les cultures[1].

## Événements

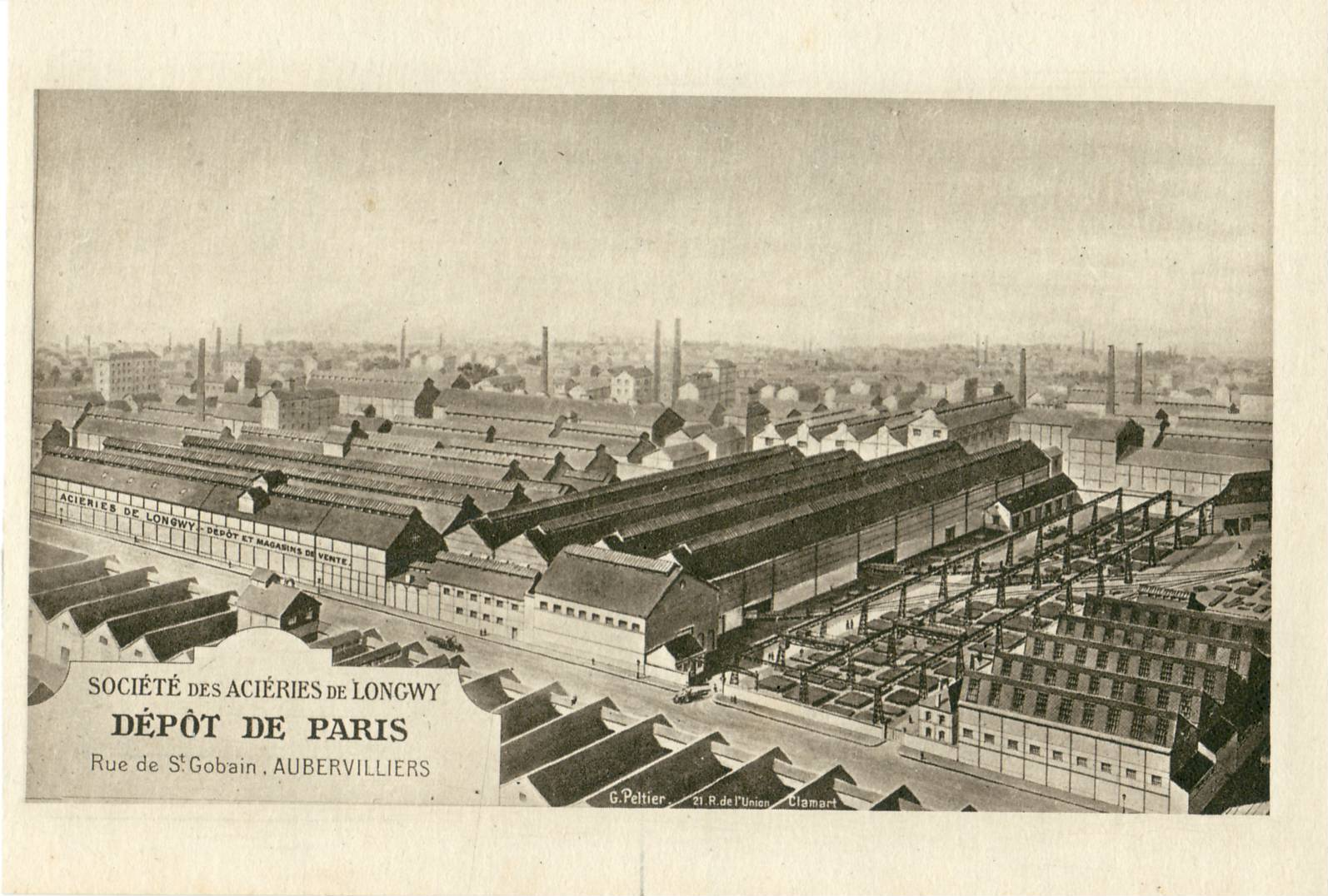
Société des Aciéries de Longwy.

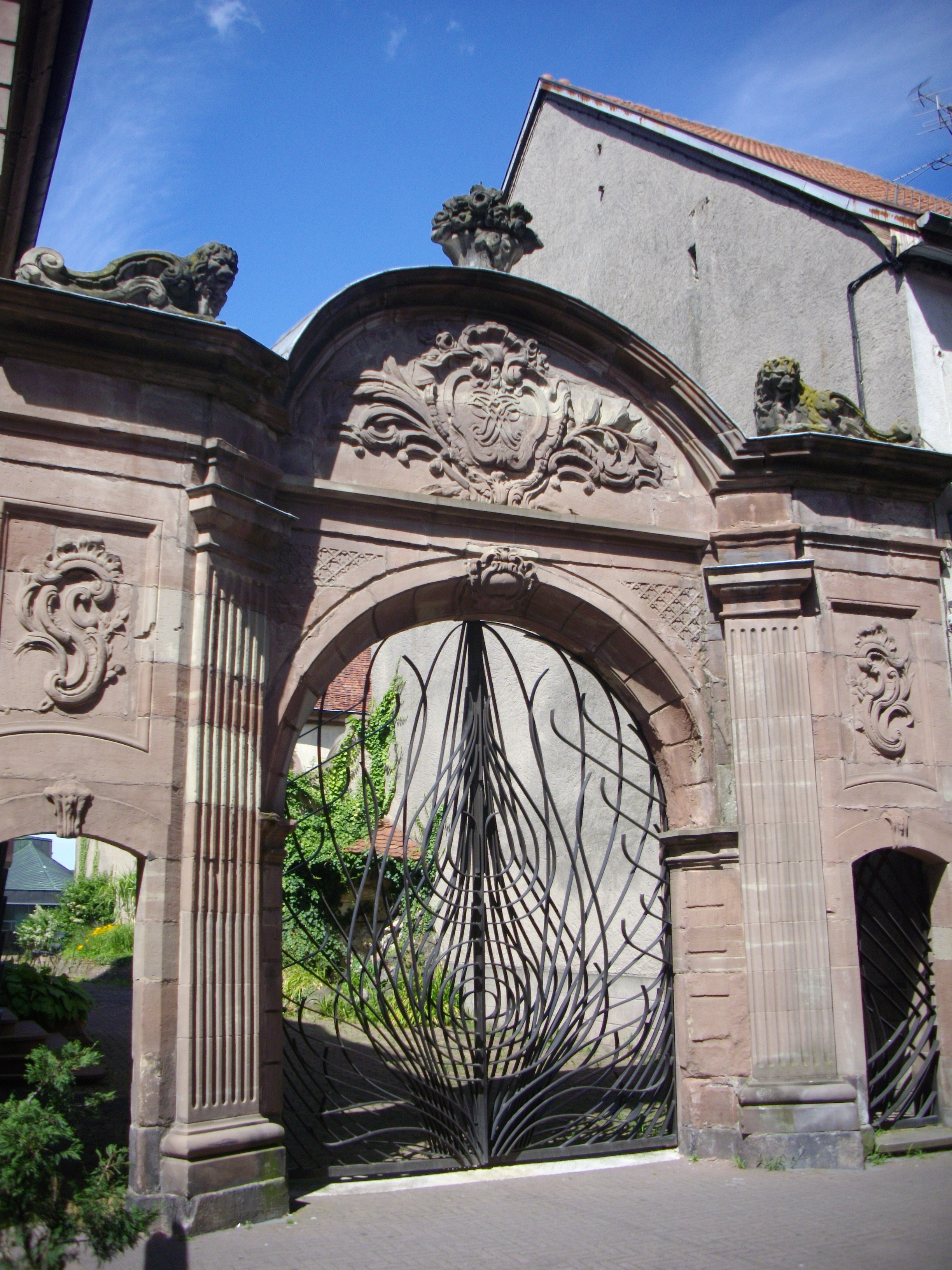
Portail de l'hôtel de Saintignon, devenu bibliothèque municipale, rue Foch à Sarrebourg (Moselle, France)

- Fin de l'exploitation des Faïenceries de l'Argonne.
- À Homécourt, dans une carrière en exploitation, au lieu-dit Grande Fin, des sépultures mérovingiennes sont mises au jour.
- Découverte de fer dans la région de Briey, il sera exploité dès 188[2].

- 1 avril : mise en service de la ligne de chemin de fer d'Audun-le-Tiche à Rédange[3], premier tronçon de la Ligne d'Audun-le-Tiche à Hussigny-Godbrange.
- 1 juin : fondation de la Société des aciéries de Longwy par Jean-Joseph Labbé, baron Oscar d’Adelswärd, comte Fernand de Saintignon (maître de forges de la Société des Hauts-Fourneaux de Longwy et La Sauvage), Gustave Raty, d’Huart Frères, Robert de Wendel.
  - Jean Joseph Labbé participe à la création des aciéries de Longwy, par l'apport de l'usine Port-Sec à Mont-Saint-Martin[4].
- 11 juin : tornade à Éloyes. D'intensité EF3, soit des vents estimés entre 220 km/h et 270 km/h, elle occasionne des dégâts significatifs[5].

## Naissances

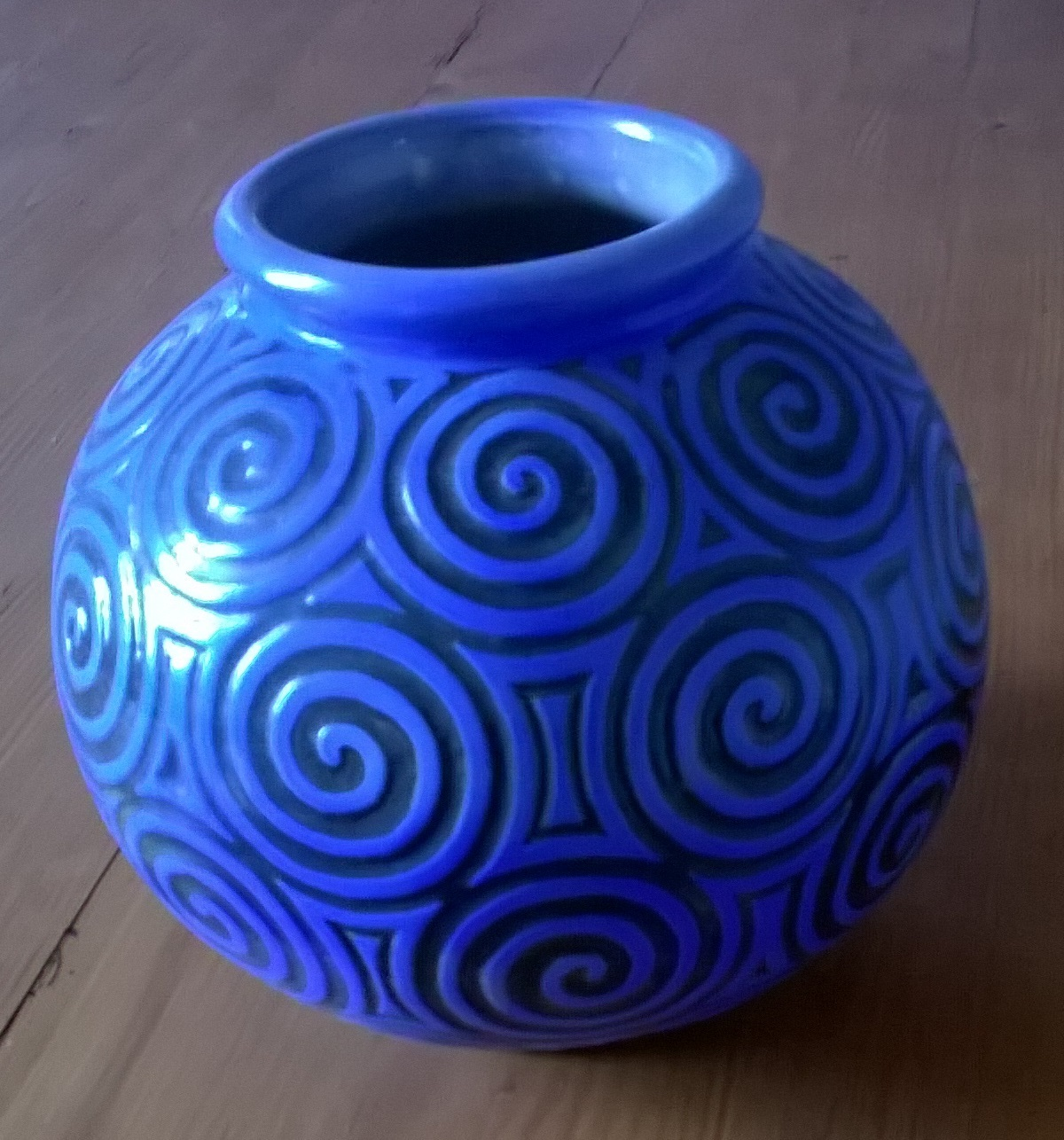
Vase en grès signé « Frères Mougin », réalisé vers 1925 dans l'atelier de la faïencerie de Lunéville.

- 11 février à Nancy : Auguste Léopold Silice, mort le 17 décembre 1951 à Phnom Penh au Cambodge, peintre et décorateur français.
- 7 mars à Tantonville : Victor Guillaume[6], mort le 15 février 1942 à Vaudémont, peintre, graveur et lithographe français.
- 23 mars à Vitrey : Henri-Jean Houbaut, mort le 17 juillet 1939,  évêque français qui fut évêque de Bayonne de 1934 à sa mort[7].
- 15 mai à Laxou : Pierre Mougin (décédé en 1955) est un céramiste français du XXe siècle[8]. Avec son frère Joseph (1876-1961), il forme un tandem de céramistes et sculpteurs connu sous le nom de « Frères Mougin ». Ils ont exercé tous deux leur talent à l'époque de l'Art nouveau et à l'époque Art déco.
- 21 mai à Gerbéviller : Auguste Gaudel, mort le 8 août 1969 à Toulon[9]. Il fut évêque de Fréjus et Toulon de 1941 à 1960, puis évêque de Nisiro de 1960 à 1969.
- 2 juin à Nancy : Madeleine Deville[10], morte à NAncy le 23 décembre 1953, artiste lorraine[11]. Elle réalise principalement des objets d'art décoratif en corne ou en cuir, de style Art nouveau. Elle est également aquarelliste.
- 4 juin à Pont-à-Mousson : Émile Amann, mort le 11 janvier 1948 à Strasbourg, historien français de l'Église catholique.
- 2 juillet à Bar-le-Duc : Marcel Ulrich, homme politique français.
- 12 juillet à Bar-le-Duc : Ernest Wickersheimer, mort le 6 août 1965 à Schiltigheim[12], médecin, historien de la médecine et bibliothécaire français. Après avoir exercé à la bibliothèque de l’Académie nationale de médecine à Paris, il dirige la Bibliothèque nationale et universitaire de Strasbourg (BNU) de 1919 à 1950[13]. À ce poste il organise l'évacuation de l'institution à Clermont-Ferrand au début de la Seconde Guerre mondiale[14].
- 22 juillet à Conflans : Eugène-Léon Rivet, mort à Paris le 22 juin 1964), officier de marine et pilote de l'aéronavale français. Il est le frère de Paul Rivet et l’oncle de Paul Milliez[15].
- 26 juillet à Metz : Marcel Albert Noblot, également connu sous les noms de Marcel Nob[16] ou de Marcel Noblet[17] et sous le pseudonyme de Nob, mort le 10 août 1935[18] dans le 10e arrondissement de Paris[19], artiste peintre, dessinateur et caricaturiste français.
- 19 septembre à Void-Vacon : Gaston Broquet, mort le 26 avril 1947 à Paris sculpteur français.
- 3 août à Vagney : Louis Gaillemin, homme politique français de la IIIe République, décédé le 15 octobre 1960 à Cornimont. Il fut député puis sénateur républicain national des Vosges.
- 20 octobre à Frouard : Ernest Vilgrain, décédé le 16 janvier 1942 à Marlotte, industriel minotier qui a été chargé du ravitaillement dans le gouvernement de Georges Clemenceau de 1917 à 1920.
- 24 octobre à Metz : Otto Behrendt[20], un officier supérieur de la Kriegsmarine pendant Seconde Guerre mondiale. Il fut responsable de l' Heimatverwaltung Ausland de février 1941 à janvier 1945.
- 26 octobre à Brabant-en-Argonne : René Adolphe Dominique Guichard, mort le 20 février 1974 à Sanary-sur-Mer[21], militaire français.
- 29 octobre à Metz : Otto Flake (décédé le 10 novembre 1963 à Baden-Baden), écrivain, essayiste et journaliste allemand de la première moitié du XXe siècle. Il a également traduit de nombreux auteurs français classiques en allemand[22].
- 1er novembre à Bains-les-Bains : Henri Ernest Colin, mort le 21 mars 1943 à Paris, ecclésiastique et spécialiste de physiologie végétale, membre de l'Académie des sciences[23], vice-président de la Société botanique de France, membre de la Société française de biochimie et de biologie moléculaire[24]. Ses travaux portent surtout sur les algues[25] et sur les betteraves sucrières[26].
- 2 novembre à Fossieux (Moselle) : Lucien Génois, homme politique français mort le 20 octobre 1939 à Hampont.
- 4 novembre à Metz : Rudolf Harney, ecclésiastique protestant allemand[27], opposé au nazisme. En 1953, la croix fédérale du Mérite lui fut décerné.
- 9 décembre à Metz : Karl Süpfle (décédé le 26 septembre 1942 à Stalingrad) , chercheur et professeur de médecine allemand, en activité dans la première moitié du XXe siècle[28]. Ses domaines de recherche prioritaires étaient la bactériologie et l’immunologie.

## Décès

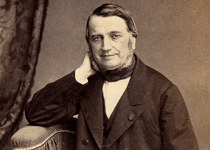
Dominique Alexandre Godron.

- 4 janvier à Nancy : Georges La Flize est un homme politique français né le 19 février 1798 à Nancy (Meurthe).
- 23 février à Buzy (Meuse) : Auguste Grandpierre, homme politique français né le 31 décembre 1814 à Piste-en-Rigaut (Meuse).
- 13 avril à Verdun : Jacques Raulin, homme politique français né le 11 juin 1795 à Montfaucon (Meuse).
- 22 avril à Verdun : Nicolas-Amand Buvignier, né le 25 octobre 1808 à Verdun, géologue, paléontologue et spéléologue français.
- 16 août à Nancy : Dominique-Alexandre Godron, médecin, botaniste, géologue et spéléologue français, né le 25 mars 1807 à Hayange (Moselle).
- 2 octobre à Beaumarais (Moselle) : Louis de Salis-Haldenstein est un homme politique français né le 27 janvier 1803 à Flines-lès-Mortagne (Nord).
- 24 novembre à Houdemont (Meurthe-et-Moselle) : Charles Pineton de Chambrun, né le 4 janvier 1827 à Paris, homme politique français.